# Aleinu
Aleinu (ebraico: עָלֵינוּ, "è nostro dovere") o Aleinu leshabei'ach ("[è] nostro dovere lodare Dio"), col significato "tocca a noi o è nostro obbligo o dovere lodare Dio" - è una preghiera ebraica che si trova nel siddur, il tradizionale libro di preghiere degli ebrei. Viene recitata alla fine di ognuno dei tre servizi liturgici quotidiani, detti Tefillot. È inoltre recitata dopo la benedizione della Luna Nuova e dopo la circoncisione. È seconda solo al Kaddish (contando tutte le sue forme) come la preghiera recitata più frequentemente nell'attuale liturgia di sinagoga.

## Testo
Quella che segue è la prima parte della versione ashkenazita corrente:
| Nr.                                               | Traduzione italiana                                          | Traslitterazione                           | Ebraico                       |
| ------------------------------------------------- | ------------------------------------------------------------ | ------------------------------------------ | ----------------------------- |
| 1                                                 | È nostro dovere lodare il Signore di tutto,                  | Aleinu l'shabeach la'Adon hakol            | עָלֵינוּ לְשַׁבֵּחַ לַאֲדוֹן הַכֹּל,         |
| 2                                                 | attribuire grandezza all'Autore del creato,                  | latet gedulah l'yotzer b'reishit,          | לָתֵת גְּדֻלָּה לְיוֹצֵר בְּרֵאשִׁית,        |
| 3                                                 | che non ci ha fatto come i popoli delle nazioni              | shelo asanu k'goyei ha'aratzot,            | שֶׁלֹּא עָשָׂנוּ כְּגוֹיֵי הָאֲרָצוֹת,        |
| 4                                                 | né ci ha messo come le famiglie della terra;                 | v'lo samanu k'mishp'chot ha'adamah,        | וְלֹא שָׂמָנוּ כְּמִשְׁפְּחוֹת הָאֲדָמָה.       |
| 5                                                 | che non ci ha dato la nostra parte come la loro,             | shelo sam chelqenu kahem,                  | שֶׁלֹּא שָׂם חֶלְקֵנוּ כָּהֶם,             |
| 6                                                 | né il nostro destino come quello delle moltitudini.          | v'goralenu k'khol hamonam.                 | .וְגוֹרָלֵנוּ כְּכָל הֲמוֹנָם            |
| [Alcune congregazioni fuori di Israele omettono:] |                                                              |                                            |                               |
| 7                                                 | Poiché adorano vanità e vacuità,                             | Shehem mishtachavim l'hevel variq          | שֶׁהֵם מִשְׁתַּחֲוִים לְהֶבֶל וָרִיק,        |
| 8                                                 | e pregano un dio che non può salvare.                        | umitpal'lim el eil lo yoshia               | וּמִתְפַּלְּלִים אֶל אֵל לֹא יוֹשִׁיעַ.      |
| 9                                                 | ma ci inchiniamo in adorazione e ringraziamo                 | Va'anachnu qor`im, umishtachavim umodim,   | וַאֲנַחְנוּ כֹּרעִים ומִשְׁתַּחֲוִים ומוֹדים, |
| 10                                                | il Supremo Re dei re [dei re],                               | lif'nei Melekh, Malkhei haM'lakhim,        | לִפְנֵי מֶלֶךְ מַלְכֵי הַמְּלָכִים          |
| 11                                                | il Santo, sia Benedetto,                                     | haQadosh barukh Hu.                        | הַקָּדוֹשׁ בָּרוּךְ הוּא.               |
| 12                                                | che estende i cieli e regola la terra,                       | Shehu noteh shamayim, v'yosed aretz,       | שֶׁהוּא נוֹטֶה שָׁמַיִם וְיֹסֵד אָרֶץ,      |
| 13                                                | il cui Trono di Gloria è lassù nei Cieli,                    | umoshav y'qaro bashamayim mima'al,         | וּמוֹשַׁב יְקָרוֹ בַּשָּׁמַיִם מִמַּעַל,        |
| 14                                                | e la cui Presenza di potenza è nella più alta delle altezze. | ushkhinat uzo begavhei m'romim,            | וּשְׁכִינַת עֻזּוֹ בְּגָבְהֵי מְרוֹמִים.      |
| 15                                                | Egli è il nostro Dio; non ve n'è alcun altro.                | Hu Eloheinu ein od,                        | הוּא אֱלֹהֵינוּ אֵין עוֹד,           |
| 16                                                | In verità Egli è il nostro Re, non ve n'è alcun altro,       | emet malkenu, efes zulato,                 | אֱמֶת מַלְכֵּנוּ אֶפֶס זוּלָתוֹ.          |
| 17                                                | come è scritto nella Sua Torah:                              | kakatuv beTorato:                          | כַּכָּתוּב בְּתּוֹרָתוֹ:                 |
| 18                                                | "Sappi dunque oggi e conservalo nel cuore                    | v'yada'ta hayom, vahashevota el l'vavekha. | וְיָדַעְתָּ הַיּוֹם וַהֲשֵׁבֹתָ אֶל לְבָבֶךָ,     |
| 19                                                | che il Signore è Dio,                                        | Ki Adonai, hu haElohim,                    | כִּי יי הוּא הָאֱלֹהִים              |
| 20                                                | lassù nei cieli                                              | bashamayim mi ma`al,                       | בַּשָּׁמַיִם מִמַּעַל                    |
| 21                                                | e quaggiù sulla terra. Non ve n'è alcun altro."              | v'al ha'aretz mitachat. Ein od.            | וְעַל הָאָרֶץ מִתָּחַת. אֵין עוֹד        |

La traduzione letterale della riga nr. 9 è "Ma pieghiamo le ginocchia e ci inchiniamo per rendere grazie". La tradizione sefardita/mizrahi abbrevia questa riga a ואנחנוּ משׁתּחום -- Va'anchnu mishtachavim -- "ma ci inchiniamo".
La citazione alle righe 18-21 sono tratte dal Deuteronomio 4:39: "Sappi dunque oggi e conserva bene nel tuo cuore che il Signore è Dio lassù nei cieli e quaggiù sulla terra; e non ve n'è alcun altro".